# Rue Wulfran-Puget
La rue Wulfran-Puget est une voie marseillaise située dans le 8e arrondissement de Marseille. 

## Situation et accès
Elle va de la rue Paradis à la rue de la Turbine.

## Origine du nom
Elle est baptisée en hommage au négociant et armateur Wulfran Puget (1787-1866).